# Cornopteris major
Cornopteris major är en majbräkenväxtart som beskrevs av W.M. Chu. Cornopteris major ingår i släktet Cornopteris och familjen Athyriaceae. Inga underarter finns listade.